# Griselda Gambaro

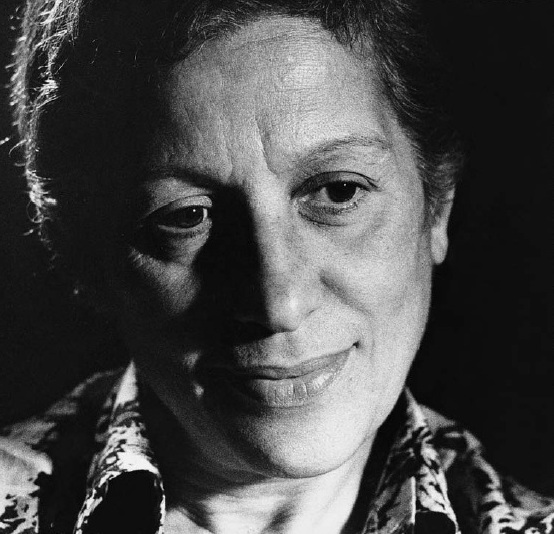
Griselda Gambaro

Griselda Gambaro (sinh ngày 24 tháng 7 năm 1928) là một nhà văn người Argentina, có các tiểu thuyết, vở kịch, truyện ngắn, truyện kể, tiểu luận và tiểu thuyết dành cho thanh thiếu niên thường lo ngại về bạo lực chính trị ở quê nhà sẽ phát triển thành Chiến tranh Bẩn. Một chủ đề định kỳ là desaparecidos và những nỗ lực để phục hồi cơ thể của họ và tưởng niệm họ. Cuốn tiểu thuyết Ganarse la muerte của bà bị chính phủ cấm vì thông điệp chính trị rõ ràng. Gambaro là nhà viết kịch nổi tiếng nhất của Argentina, và bà được trao tặng học bổng Guggenheim năm 1982, cũng như nhiều giải thưởng khác.

## Các tác phẩm chọn lọc đã được dịch sang tiếng Anh

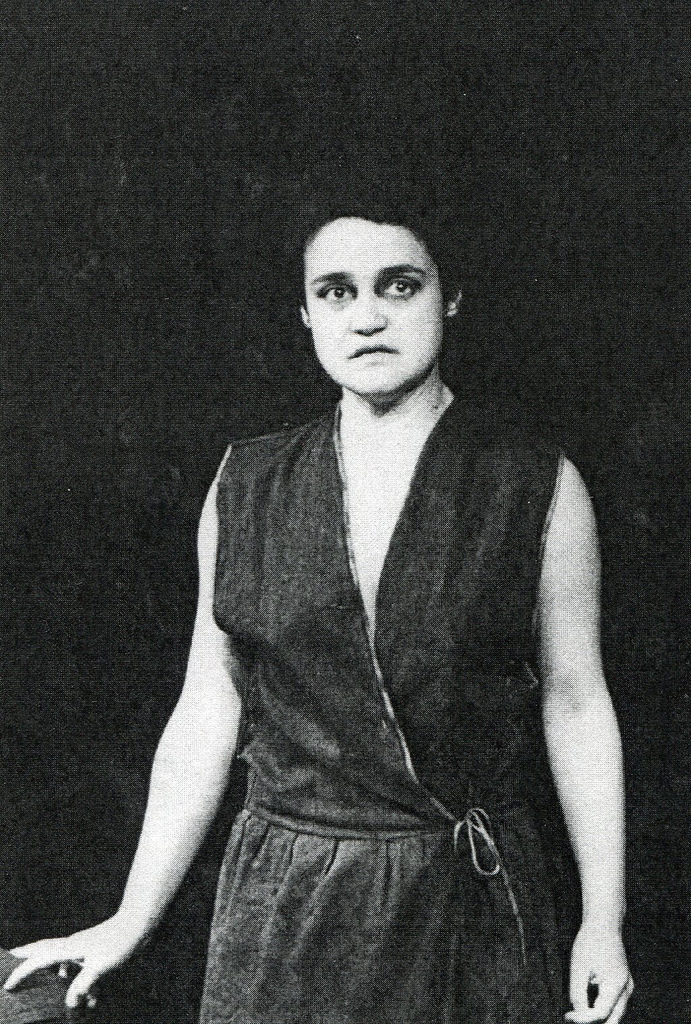
Angelique Rockas, The Camp, Emma

The Camp by Griselda Gambaro. Play. Translated by William Oliver in 1971; first staged performance in UK in 1981 by the Internationalist Theatre company, with Angelique Rockas as Emma.
The Impenetrable Madam X. Novel. Translated by Evelyn Picon Garfield. by Griselda Gambaro (1991)
Information For Foreigners by Griselda Gambaro and Marguerite Feitlowitz. Contains 3 plays: The Walls, Information for Foreigners, and, Antigona Furiosa. Edited, Translated and with an Introduction by Marguerite Feitlowitz. With an afterwortd by Diana Taylor (ngày 1 tháng 3 năm 1992)
Saying Yes. Play. Sebastian Doggart, Nick Hern Books, 1996.
Siamese Twins by Griselda Gambaro and Gwen MacKeith (ngày 1 tháng 9 năm 2011).

## Các tác phẩm chọn lọc tiếng Tây Ban Nha
- Madrigal en ciudad. Tales. Ed. Goyanarte, Buenos Aires, 1963.
- El Desatino. Tales. Emecé Editores, Buenos Aires, 1965.
- Una felicidad con menos pena. Novel. Ed. Sudamericana, Buenos Aires, 1967.
- El Campo. Play, 1967.
- Nada que ver con otra historia. Novel. Ediciones Noé, Buenos Aires, 1972; 2ª ed, Torres Agüero Editor, Buenos Aires, 1987.
- La cola mágica. Story tales. Ediciones de la Flor, Buenos Aires, 1976.
- Conversaciones con chicos. Sobre la sociedad, los padres, los afectos, la cultura. Timerman Editores, 1976; Ediciones Siglo XX, 1983.
- Ganarse la muerte. Novel. Ediciones de la Flor, Buenos Aires, 1976.
- Dios no nos quiere contentos. Novel. Ed. Lumen, Barcelona, 1979.
- Lo impenetrable. Novela. Torres Agüero Editor, Buenos Aires, 1984 and 1988.
- Teatro 1. Including the plays "Real envido", "La malasangre" ("Bad blood") y "Del sol naciente" ("Rising Sun"). Ediciones de la Flor, Buenos Aires, 1997 (3ª edición).
- Teatro 2. Plays: "Dar la vuelta", "Información para extranjeros" ("Information for foreigners"), "Puesta en claro" y "Sucede lo que pasa". Ediciones de la Flor, Buenos Aires, 1995 (2ª edición).
- Teatro 3. "Viaje de invierno", "Nosferatu", "Cuatro ejercicios para actrices", "Acuerdo para cambiar de casa","Sólo un aspecto", "La gracia", "El miedo", "El nombre", "El viaje a Bahía Blanca", "El despojamiento", "Decir sí" and "Antígona furiosa". Griselda Gambaro, Ediciones de la Flor, Buenos Aires, 1997 (3ra. edición).
- Teatro 4. "Las paredes" ("The walls"), "El desatino", "Los siameses" ("Siamese twins), "El campo" ("The camp") y "Nada que ver". Griselda Gambaro, Ediciones de la Flor, Buenos Aires, 1990 (2ª edición).
- Teatro 5. "Efectos personales", "Desafiar al destino", "Morgan" and "Penas sin importancia". Griselda Gambaro, Ediciones de la Flor, Buenos Aires, 1991.
- Teatro 6. "Atando cabos", "La casa sin sosiego", "Es necesario entender un poco". Griselda Gambaro, Ediciones de la Flor, Buenos Aires, 1996.
- Después del día de fiesta. Novel. Editorial Seix Barral, Buenos Aires, 1994.
- Lo mejor que se tiene. Stories. Grupo Editorial Norma, 1997.
- Escritos inocentes. Essays. Grupo Editorial Norma, Buenos Aires, 1999.
- El mar que nos trajo. Novel. Griselda Gambaro, Editorial Norma, Buenos Aires, 2002.
- Teatro (cinco piezas). Grupo Editorial Norma, Buenos Aires, 2002.

Promesas y desvaríos. Novel. Grupo Editorial Norma, Buenos Aires, 2004.
Teatro 7. Plays: "No hay normales", "En la columna", "Pisar el palito", "Para llevarle a Rosita", "Cinco ejercicios para un actor", "Almas" ("Souls"). Ediciones de la Flor, Buenos Aires, 2004.
A nadar con María Inés. Novel. Griselda Gambaro, Editorial Alfaguara (For kids and teenagers), Buenos Aires, 2005.